# 依田圭五
依田 圭五（よだ けいご、1921年4月4日 - 1979年2月24日）は、日本の政治家。日本社会党所属の衆議院議員（1期）。

## 経歴
東京都出身。1948年東京帝国大学法学部卒。文京区議、東京都議会議員を経て、1967年の第31回衆議院議員総選挙において東京8区から日本社会党公認で立候補して初当選した。この間、1951年の文京区長選挙に社会党公認で立候補したが落選した。衆議院議員は1期務めた。1969年の第32回衆議院議員総選挙で落選。1972年の第33回衆議院議員総選挙でも落選した。党内では社会党都議団幹事長、同政務調査会長、都市問題政策副委員長などを務めた。このほか青森短期大学講師、同教授、青森大学教授となった。1979年死去。

## 著作
- 『改正親族法相続法提要』七星社、1949年。